# Узунбулацький сільський округ
Узунбула́цький сільський округ (каз. Ұзынбұлақ ауылдық округі, рос. Узунбулакский сельский округ) — адміністративна одиниця у складі Баянаульського району Павлодарської області Казахстану. Адміністративний центр — село Узунбулак.
Населення — 788 осіб (2021; 1019 у 2009, 1450 у 1999, 1871 у 1989).
Станом на 1989 рік існувала Узунбулацька сільська рада (села Алке, Амантау, Єгін-Тобе, Карабулак, Леніна, Онай, Отділення 2, Отділення 4, Узун-Булак, селище Животноводчеська точка). Село Онай було ліквідовано 2004 року, села Алке, Амантау, Єгінтобе, Отділення 2, Отділення 4 були ліквідовані 2005 року, село Карабулак — 2012 року.

## Склад
До складу округу входять такі населені пункти:
| Населений пункт                | Старі назви | Населення, осіб (1989) | Населення, осіб (1999) | Населення, осіб (2009) | Населення, осіб (2021) |
| ------------------------------ | ----------- | ---------------------- | ---------------------- | ---------------------- | ---------------------- |
| Акші, село                     | Леніна      | 520                    | 411                    | 290                    | 270                    |
| Алке, село                     | -           | 14                     | 9                      | -                      | -                      |
| Амантау, село                  | -           | 11                     | 4                      | -                      | -                      |
| Єгінтобе, село                 | Єгін-Тобе   | 10                     | 44                     | -                      | -                      |
| Животноводчеська точка, селище | -           | 9                      | -                      | -                      | -                      |
| Карабулак, село                | -           | 150                    | 73                     | 9                      | -                      |
| Онай, село                     | -           | 10                     | 11                     | -                      | -                      |
| Отділення 2, село              | -           | 291                    | 5                      | -                      | -                      |
| Отділення 4, село              | -           | 81                     | -                      | -                      | -                      |
| Узунбулак, село                | Узун-Булак  | 775                    | 893                    | 720                    | 518                    |